# Gryon grenadense
Gryon grenadense är en stekelart som först beskrevs av William Harris Ashmead 1896.  Gryon grenadense ingår i släktet Gryon och familjen Scelionidae. Inga underarter finns listade i Catalogue of Life.